# Uranophora flammans
Uranophora flammans là một loài bướm đêm thuộc phân họ Arctiinae, họ Erebidae.